# Bohémienne aux grands yeux noirs
Pour les articles homonymes, voir Bohémien et Les Yeux noirs.
Clip vidéo
[vidéo] « Tino Rossi - Bohémienne aux grands yeux noirs », sur YouTube
Bohémienne aux grands yeux noirs ou Bohémienne aux yeux noirs est une chanson française et une valse populaire de Tino Rossi, enregistrée en single en 1936 chez Columbia Records,, un des nombreux succès de sa carrière et de la chanson française.

## Histoire
Âgé de 29 ans en 1936, Tino Rossi est au début de sa carrière de chanteur et acteur de charme et crooner du music-hall et des radios TSF de l'époque, avec entre autres Tango de Marilou (1933), Tant qu'il y aura des étoiles (1936), Marinella (1936) ou encore Ô Catarinetta bella, tchi-tchi (1936)... 
Charles André Cachant (Charlys) et Henry Himmel lui écrivent et composent cette sérénade populaire, sur un air de valse, sur le thème d'« une déclaration d'amour enflammée de Tino Rossi à une Bohémienne aux grands yeux noirs »). « Bohémienne aux grands yeux noirs, tes cheveux couleur du soir, et l'éclat de ta peau brune, sont plus beaux qu'un clair de lune, bohémienne aux grands yeux noirs, c'est l'idée d'un pauvre espoir, je voudrais que tu sois mienne, Bohémienne... ».

## Reprises et adaptations
Tino Rossi réédite ce titre sur de nombreux disques et compilations des succès de sa carrière. Elle est également reprise entre autres par Le Chanteur sans nom (1937) ou encore à l'accordéon en versions valse musette...